# Alturas San Francisco de Paula
Las Alturas San Francisco de Paula (en inglés: Byron Heights) son una cadena de montañas y serranías toscas en la parte noroeste de la isla Gran Malvina.
Estas alturas de las islas Malvinas se sitúan en la península Gómez Roca, al sur de la bahía San Francisco de Paula y al norte de la bahía 9 de Julio. Al oeste se halla la punta Esperanza y la isla Remolinos. La pequeña localidad de Dunbar se halla en las cercanías.
En el monte San Francisco de Paula de esta cadena montañosa existe una estación de radar de la Real Fuerza Aérea. Otra elevación destacada es el monte Tormenta.